# Lovebites
Lovebites er en indiepop-rockgruppe fra Danmark, der eksisterede fra 1995 til 2004.

## Historie
Lovebites blev dannet af Karina Foss (guitar) og Andrew Fenn (bas) under navnet Purr i første halvdel af 1990'erne, hvor de optrådte med skiftende besætning. I 1995 kom forsangeren Solveig Sandnes med, samt guitaristen Henrik H. Olesen, trommeslager Niclas Tange, og korvokalisten Sigrun Gudbrandsdottir.
Bandet fik pladekontrakt med Mega Records i 1996 og skiftede derefter navn til Lovebites. Debutalbummet, Nothing but joy, udkom i 1997. I 1998 forlod Sandnes bandet, og i stedet overtog Mathilde Lunderskov som forsanger. Herefter udgav de Exploding star, som fik fire ud af seks stjerner i musikmagasinet GAFFA.
I 2004 udkom gruppens sidste album, Lovebites, de modtog tre ud af seks stjerner i GAFFA.

## Diskografi

### Studiealbums
- Nothing but joy (1997)
- Exploding star (1999)
- Lovebites (2004)

### Livealbums
- Live+2 (1998)